# Adak Azdasht
Adak Azdasht (* 1989 in Berlin) ist eine iranisch-deutsche Synchronsprecherin.

## Leben und Wirken
Sie beherrscht die Sprachen Deutsch, Englisch und Persisch und übt das Synchronsprechen seit ihrer Kindheit aus. Wegen ihrer jungen kindlichen Stimmlage wird sie vor allem für Rollen im Alter von 12 bis 20 Jahren gebucht. Sie wohnt in Berlin.

## Sprechrollen
Miranda Cosgrove
- 2003: als Summer Hathaway in School of Rock
- 2005: als Joni North in Deine, meine & unsere

Aleisha Allen
- 2005: als Lindsey Kingston in Sind wir schon da?
- 2007: als Lindsey Persons in Sind wir endlich fertig?

### Filme
- 1999: Megan Lusk als Casey in Ein Held auf Rollerblades
- 2001: Emma Roberts als Kristina Jung als 10-Jährige in Blow
- 2003: Keely Purvis als Kleines Mädchen 143 in X-Men 2
- 2003: Kristen Stewart als Kristen Tilson in Cold Creek Manor – Das Haus am Fluss
- 2003: Lucinda Dryzek als Elizabeth (jung) in Fluch der Karibik
- 2004: Makenzie Vega als Diana Gordon in Saw
- 2004: Sarah Hahn als Bernice in Spanglish
- 2004: Irene Gorovaia als junge Keyleigh in Butterfly Effect
- 2004: Emily Browning als Violet Baudelaire in Lemony Snicket – Rätselhafte Ereignisse
- 2004: Christa B. Allen als junge Jenna in 30 über Nacht
- 2009: Juno Temple als Eema in Year One – Aller Anfang ist schwer.

### Serien
- 1991–1998: Emily Mae Young als Lilly Lambert in Eine starke Familie
- 1999: Amelia Reynolds als Tally in The Tribe – Eine Welt ohne Erwachsene
- 2000–2005: Tania Raymonde als Cynthia in Malcolm mittendrin
- 2003: Rachel Bilson als Colleen in Buffy – Im Bann der Dämonen
- 2005: Anna Ryrberg als Rosa in Rosas Leben (Livet enligt Rosa)
- 2005: Grace Fulton als junge Melinda in Ghost Whisperer – Stimmen aus dem Jenseits
- 2005–2007: Chelsea Tavares als Cranberry in Unfabulous
- 2007–2010, 2013: Kaya Scodelario als Effy Stonem in Skins
- 2010–2013: Denyse Tontz in Big Time Rush als Jennifer I.

### Zeichentrickfilme/Anime
- 2001: als Lena in Der kleine Eisbär
- 2002: Ayano Shiraishi als Setsuko in Die letzten Glühwürmchen
- 2003: Mae Whitman als Shanti in Das Dschungelbuch 2
- 2005: als Lena in Der kleine Eisbär 2 – Die geheimnisvolle Insel

### Videospiele
- 2002: als Kairi in Kingdom Hearts
- 2006: als Kairi in Kingdom Hearts II